# Марија Ранђеловић
Марија Ранђеловић (Ниш, 1974) српски је педагог, књижевник и политичар.

## Биографија
Марија Ранђеловић је рођена 10. новембра 1974. у Нишу у породици интелектуалаца слободарске традиције. Марија иза себе има велики број књига и радова, који су преведени на већи број страних језика. Била је дугогодишњи директор Дома ученика средњих школа у Нишу. 